# 來世
來世，或作人間天堂，是一個基督教概念，按字面意義解釋《啓示錄》里關於「天國降在人間」、「神與他的子民同在」的描述。來世的概念被認為是一個基督教末世論（最後的未來）用語，因為通常的末世始臨論觀點認為神的國「已經但尚未」（英語：already but not yet）降臨，基督徒現在在教會裡聖潔的生活是為復活作預備、以來世為終點的朝聖的旅程，只有在復活後的來世才可以真正地與神合一。與此相對的末世已臨論的觀點則認為神的國已經被建立，天國已經在人間，神已經與他的子民同在，就是耶穌的事工與他所留下的遺產，由他的門徒們繼續下去，在現在的世界而不是來世，是一個歷史而不是超歷史的現象。
來世與天堂和死后生命不同的是，天堂通常被認為純粹屬靈而並非「降在人間」，傳統的教義則通常認為天堂雖屬靈，但也不能脫離人間，這是人與天使的區別以及人被創造的使命——神在物質世界的形象和樣式。死後生命則有更廣闊的含義，包括了天堂、來世、靈魂復活、肉身復活乃至並非永生的復活等諸多概念。

## 來世的研究
有關來世的研究可參考：
- 前世回溯
- 瀕死經驗
- 靈魂出竅
- 超心理學
- 通靈
- 宗教經驗

在美國的維珍尼亞大學醫學院中，設有一個研究超心理學的部門，主力研究超自然現象如前世今生、瀕死經驗、前世回溯及前世記憶等。